# Mosquiter de passa
El mosquiter de passa o ull de bou (Phylloscopus trochilus) és una espècie d'ocell de la família dels fil·loscòpids (Phylloscopidae). És un ocell fortament migrador. Cria en l'Europa septentrional i temperada i a Àsia. La majoria de la seva població hiverna a l'Àfrica subsahariana. El seu estat de conservació es considera de risc mínim.
Va ser descrit per Linnaeus en la seva obra Systema Naturae el 1758 sota el gènere Motacilla.
És un dels primers ocells del seu gènere en retornar però més tard que el Mosquiter comú Phylloscopus collybita.
És insectívor i fa el niu a terra fins i tot on hi ha poca vegetació.